# Reg Schwager
Reg Schwager (* 7. Mai 1962 in Leiden) ist ein kanadischer Jazzmusiker (Gitarre, Komposition, Arrangement). Er gilt als einer der führenden Jazzgitarristen Kanadas. 

## Leben und Wirken
Schwager wuchs ab dem Alter von drei Jahren in Neuseeland auf, ab dem siebten Lebensjahr in Sudbury (Ontario) , wo sein Vater, der Soziologie Walter Schwager (* 1940), an der Universität lehrte. Er erhielt zunächst eine musikalische Grundausbildung auf der Blockflöte und lernte Querflöte und Klavier, bevor er sich auf die Gitarre als Hauptinstrument konzentrierte. Im Alter von 15 Jahren spielte er bereits Konzerte in Bigband- und Combobesetzung und im Duo mit seiner Schwester Jeanette.
Bei zwei Workshops, die Phil Nimmons 1978 an der University of Toronto und 1979 am Banff Centre durchführte (1978), lernte Schwager Musiker wie Renee Rosnes, Ralph Bowen, Dave McMurdo, Herbie Spanier und Pat LaBarbera kennen, mit denen er zusammenspielen wollte; im selben Jahr zog er nach Toronto, um Mitglied der dortigen Szene zu werden. Bald spielte er in der Band von Peter Appleyard, mit der er auch auf Tournee ging. Auch begleitete er Pepper Adams, Jon Hendricks, Hank Jones, Jimmy McGriff, Zoot Sims, George Benson, J. R. Monterose, Chet Baker und Oliver Jones. Lange Jahre gehörte er zur Band von George Shearing, mit dem er auch Alben einspielte. Im Trio von Mike Murley ersetzte er Ed Bickert. Er tourte mit Shearing, Diana Krall, Rob McConnell, Emilie-Claire Barlow und vielen anderen; er ist auf Alben von Junior Mance, Gary Burton und Mel Tormé zu hören. 
Auf seinem Album Duets (2011) ist er mit den Bassisten Pat Collins, Neil Swainson, Don Thompson und Dave Young zu hören. Auf dem Album Trio Improvisations (2012) präsentiert er mit Michel Lambert Trios mit Misha Mengelberg, Kenny Wheeler bzw. Michael Stuart.
Schwager schrieb zahlreiche Jazzkompositionen; manche davon hat Jeannette Lambert betextet. Arrangements von ihm sind von der Bigband von Dave McMurdo, der er angehört, und von Mike Murley auf Tonträger eingespielt worden. Er ist mit der Cellistin Kiki Misumi verheiratet.

## Diskographische Hinweise
- Resonance (Justin Time Records 1986)
- Border Town (Rant 1997)
- Reg Schwager/Don Thompson Live at Mezzetta (Sackville Records 2002)
- Reg Schwager, Michel Lambert, Pierre Côté: Composition with Three Figures (2003)
- Reg Schwager/David Restivo Arctic Passage (Rant 2014)
- Duncan Hopkins: Who Are You? The Music of Kenny Wheeler (TPR Records, 2023), mit Ted Quinlan, Michel Lambert

## Preise und Auszeichnungen
Schwager gewann zwischen 2005 und 2008 als „Gitarrist des Jahres“ die kanadischen National Jazz Awards in Folge. 